# Сборная Болгарии по крикету
Сборная Болгарии по крикету — национальная спортивная сборная, представляющая Болгарию на международных соревнованиях по крикету. С 2017 года является ассоциированным членом Международного совета по крикету. Управляется Болгарской крикетной федерацией, вступившей в ICC в 2008 году. Дебютные выступления сборной Болгарии прошли на чемпионате Европы 2004 года в Словении (15 августа прошёл матч против Швейцарии), в дальнейшем сборная Болгарии провела подавляющее большинство встреч против команд из Европы (в том числе в нескольких турнирах Европейского крикетного совета).
В апреле 2018 года Международный совет крикета постановил, что начиная с 1 января 2019 года матчи между сборными-членами ICC, проводимые в формате Twenty20, будут иметь официальный международный статус, что распространяется и на Болгарию. 3 мая 2019 года был обновлён рейтинг сборных ICC в формате Twenty20 International, где Болгария заняла 67-е место.

## Статистика выступлений

### Чемпионаты Европы
- 2009: 4-е место (5-й дивизион)

### Чемпионаты Европы (Twenty20)
- 2010: 3-е место